# Closed Curtain
Closed Curtain is de internationale titel van de Iraanse film Pardé.

## Verhaal
Een schrijver trekt zich terug in een huisje aan het strand met zijn hondje. De televisie toont dat het houden van honden verboden is en de dieren gedood worden. De schrijver sluit alle ramen af met donkere gordijnen. Zijn rust wordt verstoord als de hem onbekende Melika en haar broer het huis binnendringen, op de vlucht voor de politie. Ze hadden alcohol gedronken op een illegaal feest. De broer vertrekt spoedig en belooft Melika later op te halen. Melika is volgens haar broer suïcidaal en vraagt voortdurend de aandacht van de schrijver. Op een gegeven moment trekt de vrouw de gordijnen uit de rails. De film krijgt een surrealistische plotwending als regisseur Jafar Panahi het huis binnenstapt. Hij doet zijn dagelijkse dingen en laat het raam repareren die eerder in de film gesneuveld is. Hij gaat een interactie aan met Melika en haar familieleden die naar haar op zoek zijn.

## Achtergrond
De film is opgenomen in het huis van Panahi, die een verbod op het maken van films had.

## Rolverdeling
- Kambozia Partovi als schrijver
- Maryam Moqadam als Melika
- Jafar Panahi als zichzelf
- Hadi Saeedi als Reza, Melika's broer
- Azadh Torabi als Melika's zus
- Zeynab Khanum als zichzelf
- Abolghasem Sobhani als Agha Olia
- Mahyar Jafaripour als jongere broer
- Ramin Akhariani als ruitenzetter
- Sina Mashyekhi als ruitenzetter